# 이세노 다유

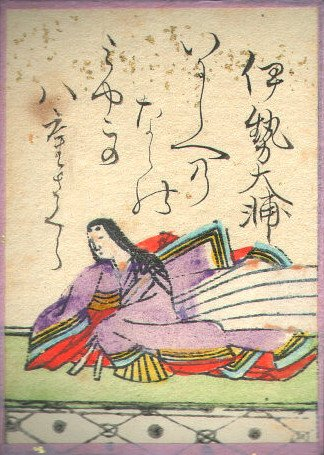
이세노 다이후
오구라 백인일수(小倉百人一首)

이세노 다이후(일본어: 伊勢大輔, 989년경 ~ 1060년경)는 일본 헤이안 시대의 시인이다.
오나카토미노 스케치카의 딸로 1008년경부터 황후 쇼시의 궁녀가 되었다. 수많은 시집에 작품을 한두 편씩 남겼다. 만년에는 사다히토 친왕의 유모가 되었다.

## 와카
```
옛날 
나라
의 도읍에서 핀 벚꽃. 지금 
구중 궁궐
에서 향기롭게 피었네.
いにしへの 奈良の都の 八重桜 けふ九重に 匂ひぬるかな
```

## 같이 보기
- 와카
- 백인일수